# Barbarka (rzeka)
Barbarka – rzeka, lewy dopływ Czarnej o długości 24,95 km.
Wypływa w okolicach wsi Budy i biegnie na północ, mijając po drodze miejscowości: Studzieniec, Rudka oraz Skórnice, gdzie przebiega pod drogą krajową nr 42. Płynąc dalej w tym samym kierunku przepływa przez miejscowości: Pląskowice, Dąbrowa, Starzechowice Górne, Starzechowice Dolne, Rudzisko.